# Svatý Kopeček (Ołomuniec)
Svatý Kopeček – dzielnica miasta Ołomuniec, położona w kraju ołomunieckim, w powiecie Ołomuniec, w Czechach. Tradycyjnie teren rekreacyjny dla mieszkańców Ołomuńca.
Znajduje się tu m.in. Bazylika Nawiedzenia Najświętszej Marii Panny, jedno z najbardziej znanych miejsc pielgrzymkowych na Morawach, oraz istniejący od 1956 r. Ogród Zoologiczny w Ołomuńcu.